# Mercedes-Benz SL 55 AMG
Mercedes-Benz SL 55 AMG — родстери, що виробляються компанією Mercedes-Benz з 1996 року на Паризькому автосалоні. Існують ще такі покоління цієї моделі:
- Mercedes-Benz SL (R129) (2000-2001);
- Mercedes-Benz SL (R230) (2001-2008).

## Опис
SL 55 AMG 5.5 (421 к.с.) з AMG Speedshift Plus 7G-Tronic розганяє автомобіль до сотні за 4,5 с., і електроніка сигналізує про досягнення автомобілем 250 км/год. За певну додаткову суму ви знімаєте обмежувач, і тоді компактний родстер від AMG легко долає рубіж в 300 км/год. Слід підкреслити високу паливну економічність високотехнологічного V8, здатного видавати до 7200 об/хв і побудованого за зразком і подобою мотора, що встановлюється на болідах Формули-1. 

## Безпека
У 2001 році автомобілі Mercedes-Benz SL-Class R 230 успішно пройшли випробування краш-тесту, одним з яких був показник Euro NCAP - фронтальний удар на швидкості 64 км/год.

## Огляд моделі

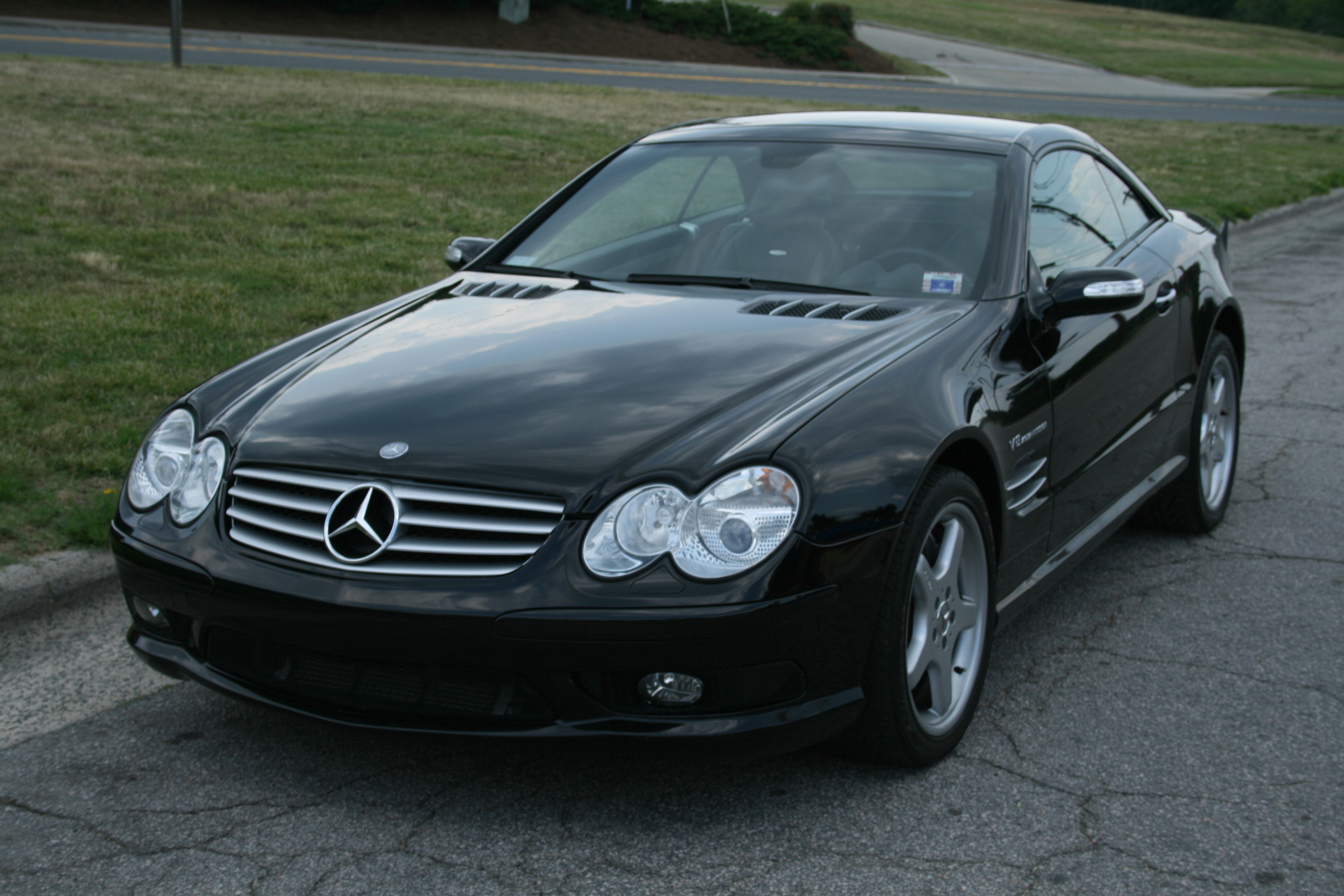
Mercedes-Benz R230 SL 55 AMG front (2008)
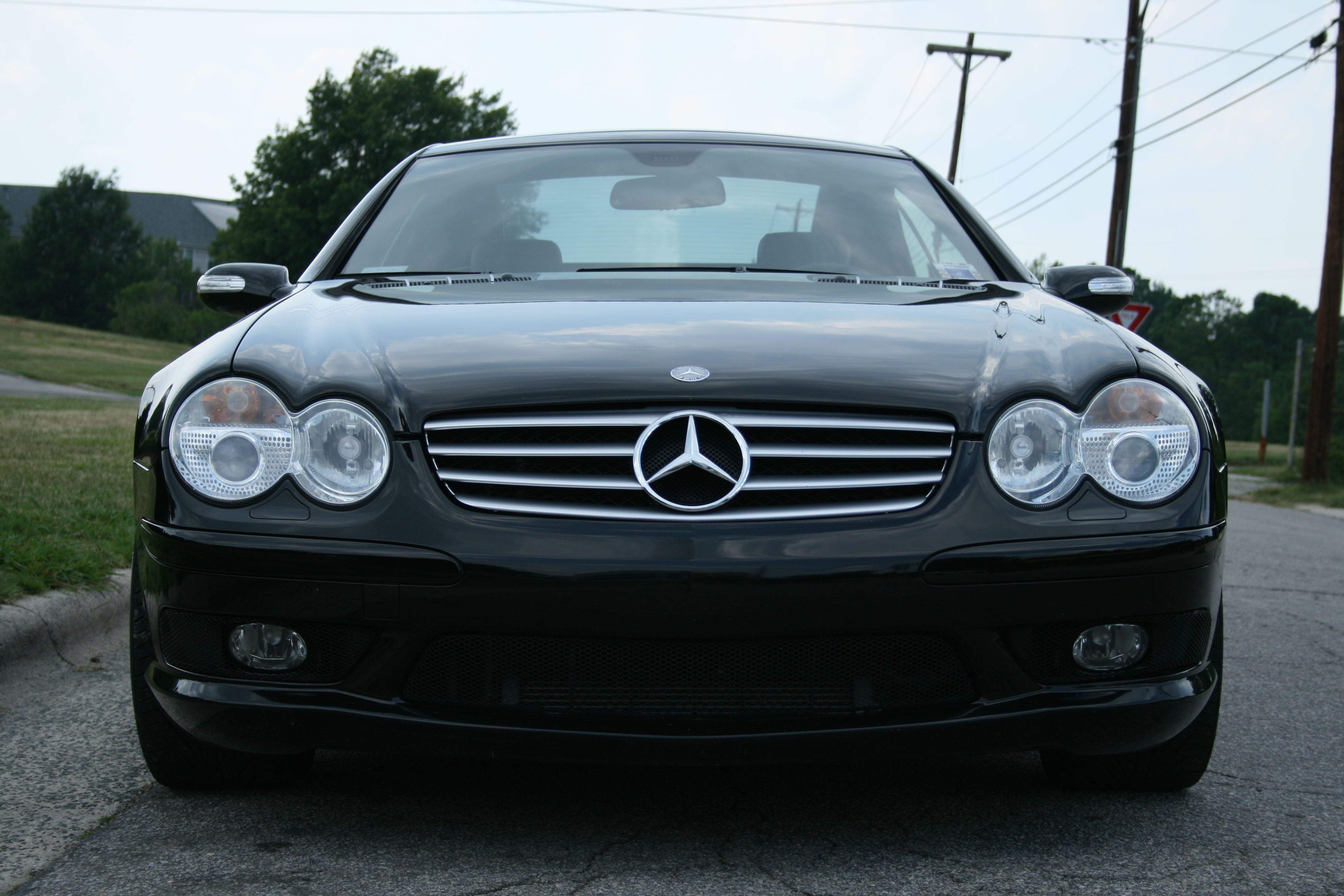
Mercedes-Benz R230 SL 55 AMG front (2008)
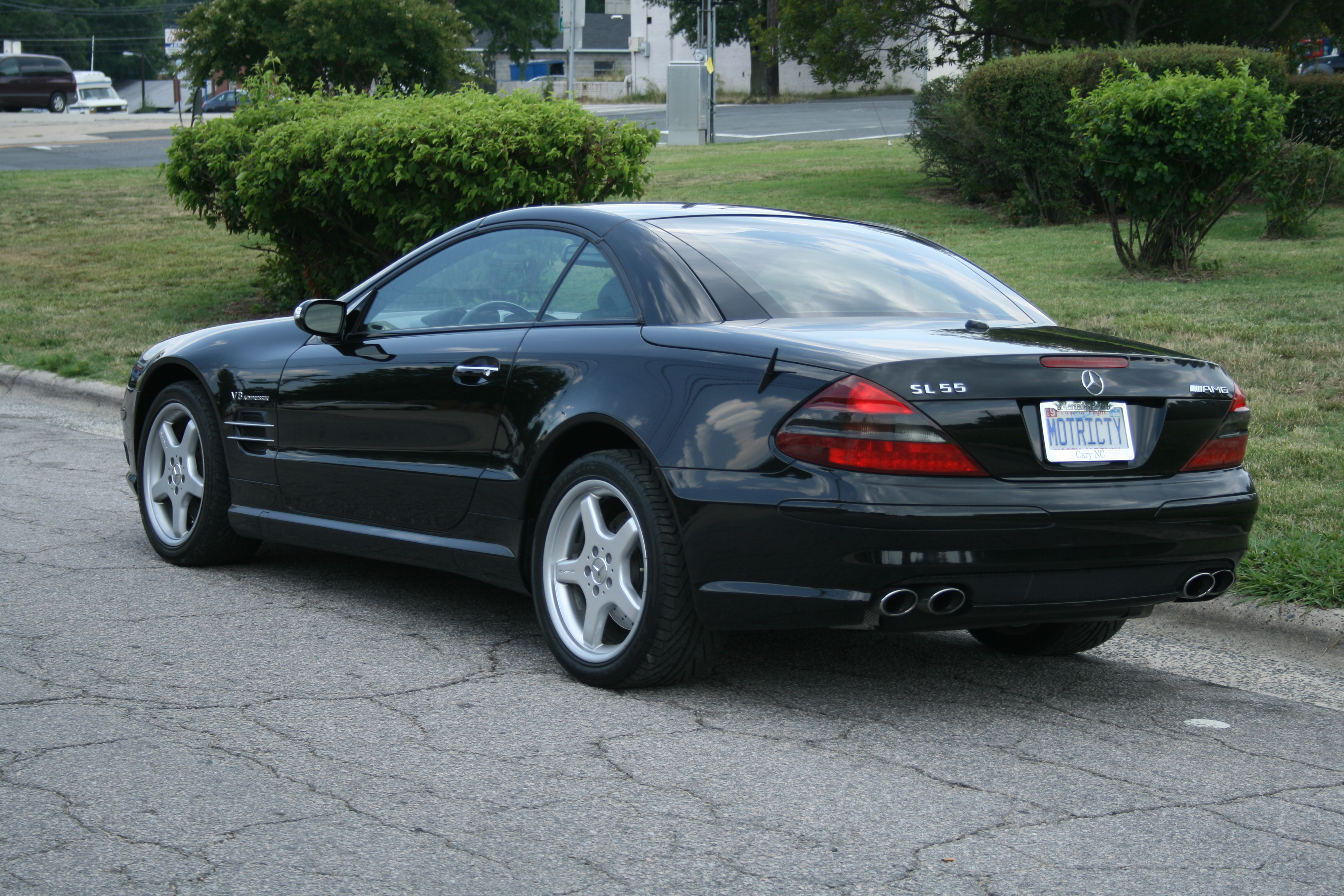
Mercedes-Benz R230 SL 55 AMG back (2008)
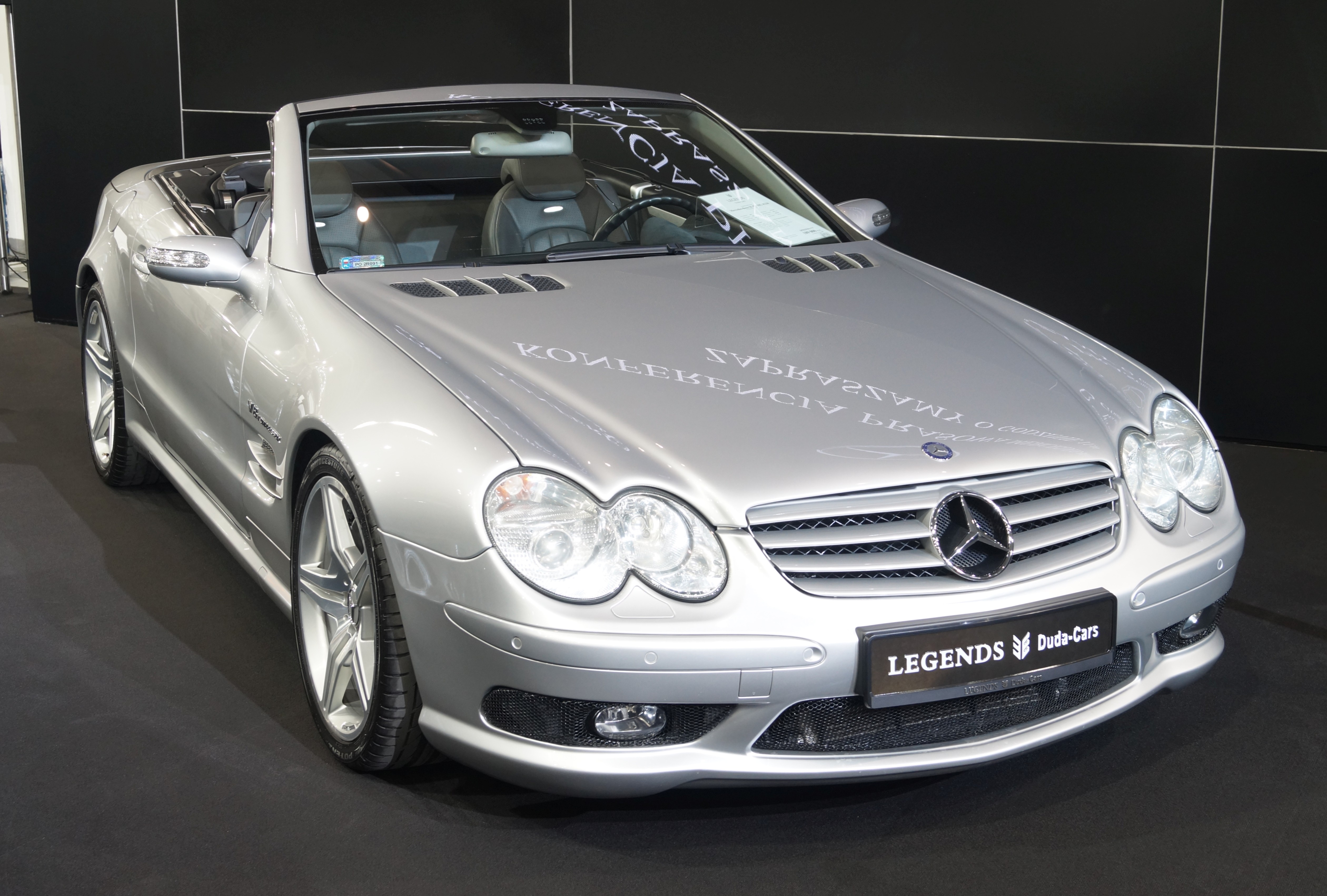
Mercedes-Benz SL55AMG R230 (MSP17)
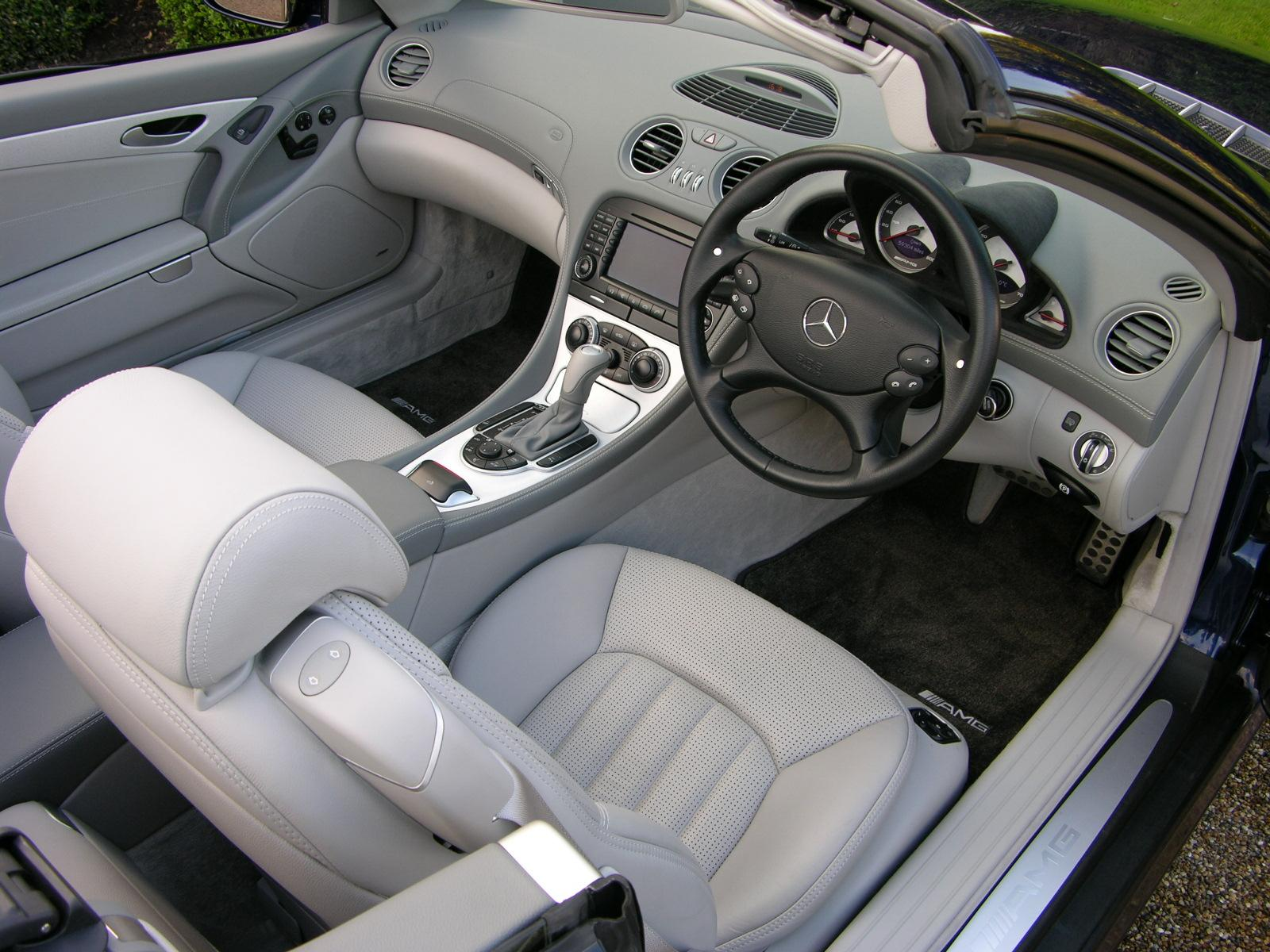
Mercedes Benz SL55 AMG interior